# Cambarus monongalensis
Cambarus monongalensis е вид ракообразно от семейство Cambaridae. Видът не е застрашен от изчезване.

## Разпространение
Разпространен е в САЩ (Вирджиния, Западна Вирджиния и Пенсилвания).